# قضاء الخالص
قضاء الخالص هو قضاء في غرب محافظة ديالى في شرق العراق، مساحته 1501978 دونماً عراقياً، تعادل 2994 كيلومتراً مربعاً، وعدد سكانه 299297 ساكناً في سنة 2013، وعدد سكانه 350000 في سنة 2023، القضاء مثلث الشكل، حدوده من الشمال قضاء كفري ومن الجنوب قضاء بعقوبة ومن الشرق قضاء خانقين والمقدادية ومن الغرب محافظة صلاح الدين ومحافظة بغداد، مصادر الماء في قضاء الخالص هي نهر دجلة الذي يجري 88 كيلومتراً في ناحية هبهب، ونهر العظيم ونهر ديالى، قضاء الخالص في منطقة السهل الرسوبي سطحه متدرج الارتفاع، يبدأ من 40 متراً فوق سطح البحر في ناحية هبهب جنوباً، ويتصاعد في أقصى شمال القضاء حيث الارتفاع 134 متراً، مركز قضاء الخالص مدينة الخالص التي كانت تُسمى دلتاوة (1)، وكذلك قضاء الخالص كان يُسمى قضاء دلتاوة، يمر بوسط قضاء الخالص طريق سريع رئيسي من كركوك إلى بغداد، قائم مقام الخالص هو عدي الخدران.

## السكان
| السنة | السكان | المساحة كيلومتراً مربعاً |
| 1947  | 68852  | 3613                   |
| 1957  | 78681  | 3554                   |
| 2007  | 319332 |                        |

| اسم الناحية       | مساحتها دونماً | سكانها |
| مركز القضاء       | 443600        |        |
| ناحية المنصورية   | 331978        |        |
| ناحية هبهب        | 78800         |        |
| ناحية السلام      | 67600         |        |
| ناحية السد العظيم | 5880000       |        |

## مزروعات القضاء
قضاء الخالص ذو إنتاج زراعي جيد، فيه أراضي زراعية تربتها خصبة، وفيه ماء متعدد المصادر، مساحة مزروعات الحبوب والفواكه والخضروات 195054 دونماً عراقياً في سنة 2021.
| المزروع       | مساحتها دونماً | إنتاجه طنّاً |
| حبوب          | 155758        | 91992      |
| بستنة (فواكه) | 35438         | 22099      |
| خضروات        | 3858          | 9064       |

## في التاريخ
قال ياقوت الحموي المتوفى سنة 1178 الميلادية في كتابه معجم البلدان "الخالص: اسم كورة عظيمة من شرقي بغداد إلى سور بغداد، وهذا اسم محدث لم أجده في كتب الأوائل ولا تصنيف، وإنما هو اليوم مشهور، ولعلي أكشف عن سببه إن شاء الله تعالى، ووجدت في كتاب الديرة أن نهر الخالص هو نهر المهدي."، وقال محمود شكري الآلوسي المتوفى سنة 1924 الميلادية في كتابه (أخبار بغداد وما جاورها من البلاد) "وهذا النهر موجود إلى اليوم، وهو من نواحي بعقوبا في جهتي الغرب والشمال منها، وهو من صدره، أعني من مأخذه تا مرا إلى المفرق، يقال له الخالص الغربي. وفي المفرق ينقسم قسمين أحدهما يقال له الخالص الغربي، والآخر صدره يسمى التحويلة، ووسطه المشيرية ، وبژه الوزيرية . وفي هذه الناحية نحو مائتي نهر وثلاثين قرية كلها معمورة مغروسة نخيلا وأشجارة ، والكلام على ما يحصل منها وأحوال سكنتها يستوجب التطويل"، وقال عماد عبد السلام رؤوف معلقاً على الآلوسي في سنة 2008 الميلادية "الخالص : قضاء تابع لمحافظة ديالى ، أشير إليه في سجلات الأراضي العثمانية باسم بلوك خالص ) ( دفتر ۱۰۲۸ ) ، وكان يعد في العصر العثماني ناحية مركزها دلتاوه ( المسماة بلدة الخالص حاليا ) . وقد تردد اسم هذه الناحية في الوقفيات والحجج الشرعية بكثرة بوصفها من أكثر نواحي ديالى غنى ، وأشير إلى قراها العديدة وأنهارها وما تحفل به من بساتين ، فمن قراها التي نوهت بها تلك الوثائق : دلتاوه والحويش والجديدة وإمام جيزاني وقصب والسندية والمجدد وهبهب ( وهي اليوم مركز ناحية تابعة للقضاء المذكور) وغيرها كما ترددت أسماء بساتين في الناحية المذكورة، وإن لم تكن من ضمن حدود تلك القرى".. كورة الخالص في شمال طريق خراسان تمتد إلى أسوار بغداد الشرقية، تبدأ من مرتفعات حمرين شمالاً حتى بغداد جنوباً بين نهر دجلة غرباً ونهر ديالى شرقاً.

## قائمو المقامات
| الاسم         | السنة   | المحافظة     | الحكومة             |
| عدي الخدران   | 2022    | محافظة ديالى | حكومة مصطفى الكاظمي |
| إبراهيم أفندي | 1292 هـ | ولاية بغداد  | العراق العثماني     |